# هایدبلیک
هایدبلیک (به آلمانی: Heideblick) یک شهر در آلمان است که در دامه-اشپریوالد واقع شده‌است. هایدبلیک ۴٬۲۶۷ نفر جمعیت دارد.